# Elsenham
Elsenham – wieś i civil parish w Anglii, w hrabstwie Essex, w dystrykcie Uttlesford. Leży 27 km na północny zachód od miasta Chelmsford i 52 km na północny wschód od Londynu. W 2011 roku civil parish liczyła 2446 mieszkańców. Elsenham jest wspomniana w Domesday Book (1086) jako Alenham/Elsenham.